# Eagro
En la mitología griega, Eagro (en griego Οἴαγρος, Oíagros) fue rey de los tracios y recordado como padre de Orfeo, su sucesor. En los poetas clásicos griegos Eagro apenas es un personaje secundario, pero fueron los literatos posteriores quienes desarrollaron más su historia. Otros autores dicen que el reino o ciudad natal de Eagro estaba situado en la ciudad de Pimplea, ubicada en Pieria o Bistonia, el país de los cicones.
Con respecto a su ascendencia no hay una versión unánime. Así Eagro es descrito como hijo del héroe epónimo Píero, y de la misma madre su madre es una ninfa, también epónima, llamada Metone. Nono imaginó a Eagro como hijo de Cárope, de quien heredó el reino de Tracia y los ritos transmitidos por Dioniso. Otra versión lo suponía simplemente como hijo de Ares, pero esta asociación se debe al hecho de que Ares tenía una fuerte influencia en Tracia. Otros dicen que la madre de Orfeo y consorte de Eagro fue Menipe, hija de Támiris.
Eagro es citado casi universalmente como padre del célebre cantor Orfeo. Su consorte es citada como la musa Calíope, pero al menor un autor no se decide entre la anterior o Polimnia. Otras fuentes aisladas también imaginan, en otros contextos, a Eagro como padre de Lino, otro héroe cantor. También los hay quienes lo hacen padre de Marsias o de las Eágrides (asociadas de manera natural con las musas).
Nono innova en la caracterización de Eagro y lo asimila con la historia de Orfeo. Así a veces se lo menciona como un aedo y se le atribuyen hazañas bélicas en una batalla junto al río Hidaspes formando parte del ejército de Dioniso.